# 西谷橋
西谷橋（にしだにはし）は、福島県大沼郡金山町にある道路橋である。

## 概要
- 全長：174.9 m
  - 主径間：67.0 m
- 幅員：6.5 m (11.0 m)
- 型式：3径間鋼連続箱桁橋
- 竣工：2002年
- 施工：三菱重工橋梁エンジニアリング・栗本鐵工所共同企業体[1]

一級水系阿賀野川水系只見川を渡り、国道252号を通す。東詰は金山町西谷、西詰は金山町本名に位置する。現在掛かる橋は2002年にかけかえられたもので、上り線側に幅員2.5mの歩道が設置されている。2003年8月8日に当橋梁を含む660 mが西谷橋工区として開通した。当橋梁の開通により狭隘区間の解消、歩道の設置による歩行者の安全性の向上、橋西詰に存在したクランク状の急カーブの解消がなされた。福島県によりライブカメラと水位計が設置されており、只見川の水位状況を見ることができる。

## 沿革
- 1954年：旧西谷橋が架けられる。
  - 全長：138.3 m
  - 幅員：5.5 m
  - 型式：3径間鋼連続上路式トラス橋[3]
- 2002年：現在の西谷橋が竣工。総工費は11億6千万円[4]。
- 2003年8月8日：現在の西谷橋が開通。